# Juliusz Falkowski
Juliusz Falkowski (ur. 20 października 1815 lub 1813 w Dubowczyku powiat bracławski, zm. 1 października 1892 w Krakowie) – powstaniec 1831, emigrant, literat.

## Życiorys
Był synem generała brygady Hipolita Falkowskiego. Kształcił się w korpusie kadetów w Kaliszu i w wojskowej szkole aplikacyjnej w Warszawie. Wziął udział w powstaniu listopadowym jako jeden z najmłodszych podporuczników. W 13. pułku piechoty bił się pod Iganiami, Liwem i w szturmie Warszawy. Ciężko ranny pod Królikarnią, pozostał w ewakuowanym mieście krzyż oficerski przyznano mu 17 września 1831 w Modlinie. Latem 1832 po wyzdrowieniu wyjechał do Drezna dzięki protekcji rosyjskiego generała Witta. W latach 1832–1834 skończył Uniwersytet Wrocławski, po czym wrócił do kraju i gospodarzył w mająteczku odziedziczonym po matce w guberni płockiej. W początku 1848 przybył do Lwowa w prywatnych interesach spadkowych i tu zaskoczyła go rewolucja. Poddał myśl stworzenia z emigrantów legionu w służbie węgierskiej. W październiku 1848 udał się na Węgry jako pełnomocnik komitetów emigracyjnych we Lwowie i Krakowie. Przeprowadził rozmowy z Kossuthem w czasie jego wyprawy pod oblężony Wiedeń i przyczynił się do zawiązania legionu Wysockiego. Kossuth wyprawił go następnie do Paryża z misją sprowadzenia na Węgry wyższych oficerów polskich, zwłaszcza Henryka Dembińskiego Falkowski przekradł się przez góry do Krakowa, a w grudniu 1848 już był w Paryżu. Jego misja doprowadziła do wyjazdu na Węgry gen. Dembińskiego. Po upadku powstania pozostał w Paryżu, ożenił się z Francuzką, miał z nią córkę, szybko jednak owdowiał. Pracował w różnych przedsiębiorstwach budowy kolei, między innymi na linii łączącej Francję z Włochami pod Mont-Cenis. Poniósł duże straty na skutek bankructwa kompanii, która prowadziła te roboty. W 1861 są ślady jego kontaktów z Ludwikiem Mierosławskim w związku z polską szkołą wojskową w Cuneo. Po 1870 Falkowski powrócił do Polski, osiadł w Krakowie i zaczął pracować piórem. Został korespondentem katolickiego dziennika paryskiego "Univers". Jego listy z Polski, umieszczane w tym piśmie co tydzień przez lat 20, były w tym czasie niemal jedynym stałym głosem o Polsce w prasie francuskiej. Napisał dwa dramaty "Na chwilę carem" w  1876 i  "Koniec Stuartów"  z 1880.  W latach 1877–1887 ogłosił 5 tomów swoich "Obrazów z życia kilku ostatnich pokoleń w Polsce", rodzaj kroniki anegdotyczno-obyczajowej i towarzyskiej z  lat 1795–1815. Korzystał w pracy z licznych pamiętników i korespondencji. W 1879 ogłosił ponadto swoje własne "Wspomnienia z roku 1848–1849" cenne również jako zbiór sylwetek i anegdot emigracyjnych, a w 1881 dziełko pt. "Upadek powstania polskiego w 1831". W 1891 wydał jeszcze tomik "Pamiątek po gen. Benedykcie Kołyszce". W Krakowie mieszkał przy ulicy Wenecja. Zmarł po długiej chorobie został pochowany na cmentarzu Rakowickim w grobowcu weteranów powstań 1831 i 1863 w kwaterze Ra.

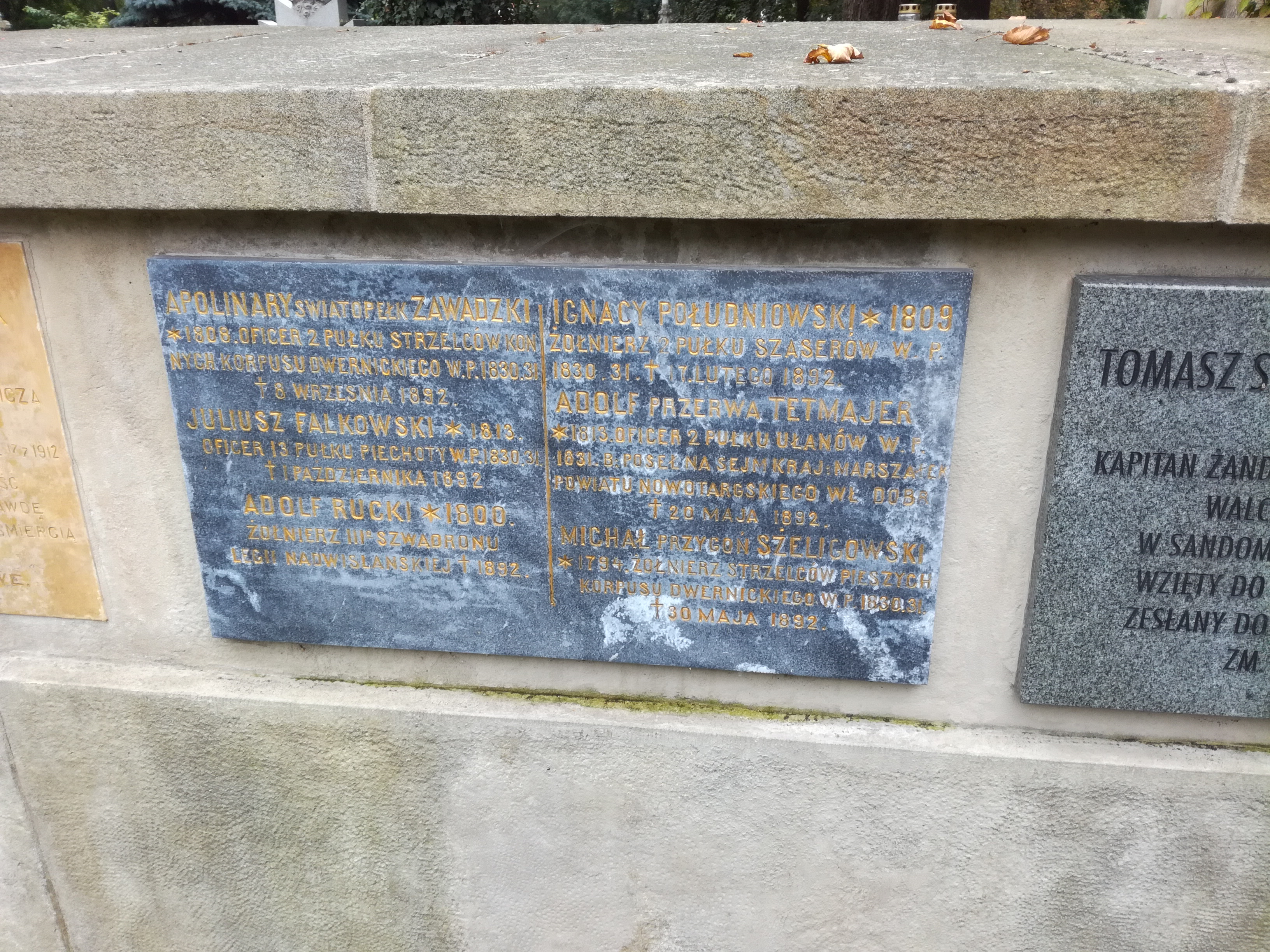
Grób Juliusza Falkowskiego na cmentarzu Rakowickim